# Esclavas de la Santísima Eucaristía y de la Madre de Dios
Las Esclavas de la Santísima Eucaristía y de la Madre de Dios forman una congregación religiosa femenina católica de derecho pontificio, fundada en 1925 por Trinidad del Purísimo Corazón de María en Granada. A las religiosas de la congregación se les conoce como Esclavas de la Eucaristía y posponen a sus nombres las siglas E.SS.E.

## Historia

### Origen y fundación
Mercedes Carreras Hitos ingresó al monasterio de las Capuchinas de San Antón de Granada. Allí, tomó el hábito el 21 de noviembre de 1896, y cambió su nombre al de Trinidad del Purísimo Corazón de María. La religiosa capuchina se caracterizó por una especial devoción a la Eucaristía e hizo lo posible para que en los monasterios de capuchinas españolas se implanta la Adoración Perpetua. En principio no tuvo éxito, pero una vez elegida abadesa de San Antón en 1908, decidió implementar en dicho monasterio su deseo. Reelegida abadesa en 1920 decidió además acoger niñas en el monasterio con la idea de educarlas y enseñarles a amar el misterio eucarístico.
Al no ser apoyada por la mayoría de las monjas del monasterio, con la ayuda de Vicente Casanova y Marzol, arzobispo de Granada, Trinidad del Purísimo Corazón fundó la Congregación de las Esclavas de la Santísima Eucaristía y de la Madre de Dios (11 de abril de 1925). Al año siguiente de la fundación, Trinidad, junto con once compañeras, tomaron posesión del nuevo monasterio de Chauchina para dar inicio a la nueva congregación. En principio, las religiosas adoptaron la Regla de Santa Clara y las Constituciones de las Capuchinas de Granada.

### Aprobación y expansión
Las religiosas recibieron la aprobación pontificia el 26 de octubre de 1942, congregando los cinco monasterios de Capuchinas de la Eucaristía y de la Madre de Dios, que se distribuían entre España y Portugal. Nuevas Constituciones fueron aprobadas el 10 de enero de 1949. Inmediatamente se abrieron a la fundación de nuevos monasterios en España y la apertura a otras naciones iberoamericanas México (1948), Perú (1958) y Venezuela (1961).
Las Esclavas de la Santísima Eucaristía fueron agregadas a la Orden de los Frailes Menores Capuchinos el 22 de enero de 1951.

## Actividades y presencia
Las religiosas de la Congregación tienen una doble misión: la adoración eucarística y la educación de la juventud. Esta se concreta en las siguientes actividades: Adoración perpetua del Santísimo Sacramento en los monasterios del Instituto, la instrucción en escuelas y colegios sean propios o concertados, hogares de niños y niñas huérfanos y la asistencia y evangelización en zonas marginadas de los países del Tercer Mundo.
En 2011, las Esclavas de la Eucaristía eran unas 203 religiosas, en 28 monasterios, distribuidos en Angola, Cabo Verde, España, México, Perú, Portugal, Timor Oriental y Venezuela. La casa general se encuentra en Madrid y su actual abadesa general es María del Pilar Burgos González.